# Петър Коев
Петър Константинов Коев е български политик, виден земеделски деятел, жертва на комунистическата власт в България.

## Живот и дейност
Петър Коев е роден през 1900 г. Завършва право, адвокатства. През 1920 г. става член на БЗНС. Превратът от 9 юни 1923 г. го сварва окръжен управител на Пловдив. Убеден демократ, противник на монархията и на обвързването на България с Третия райх. Участва в изграждането на Отечествения фронт.
След 9 септември 1944 г. е секретар на Министерство на финансите. През август 1945 г. преминава в опозиция и става секретар по стопанските въпроси на БЗНС „Никола Петков“. Избран е за член на Постоянното присъствие на БЗНС и за депутат в VI ВНС. Разследван и съден по разкритата мнима конспиративна организация „Неутрален офицер“.

## Следствие и съд
Според следствените органи през пролетта на 1945 г. Петър Коев се запознава с полковник Стефан Аврамов. Двамата започват да се срещат често, като последният информира Коев за създаването на опозиционна военна група, чиято цел е да се опази армията от политизиране. Последното било донесено до знанието на Никола Петков, на който е предложено сформиране на военна секция към БЗНС. Никола Петков категорично отказва. След този епизод Петър Коев преустановява контактите си с Аврамов.
На 4 февруари 1947 г. председателят на ВНС прочита искане на Софийски областен съд за сваляне на депутатския имунитет на Петър Коев. Обвинението е за съучастие за формиране на тайна военна конспиративна организация. Още на следващия ден се провеждат дискусии в залата на НС. Междувременно Коев е арестуван и поставен под домашен арест. Час преди полунощ същия ден е свален депутатския имунитет на Петър Коев, който веднага е отведен в Централния затвор.
Съдебният процес срещу Коев започва на 12 юни 1947 г. Прокурорът твърди, че П. Коев е идейният вдъхновител на „Неутрален офицер“. На 14 юни същата година съдът признава подсъдимия за виновен и го осъжда на 12 г. и 6 месеца строг тъмничен затвор.